# 菅原弥三郎
菅原 弥三郎（すがわら やさぶろう、1952年11月26日 - ）は、秋田県潟上市出身の元レスリング選手で現在は秋田県レスリング協会理事長。1976年モントリオールオリンピックレスリング男子フリースタイル68kg級。国士舘大学卒業。